# متلازمة الإشعاع الحادة
متلازمة الإشعاع الحادة أو مرض الإشعاع أو التسمم الإشعاعي هي مجموعة من الآثار الصحية التي تنتج عن التعرض لقدر كبير من الإشعاعات المُؤَيِّنة خلال فترة زمنية قصيرة. قد تبدأ الأعراض بعد ساعة من التعرض وقد تدوم أشهرًا.  الأعراض المبكرة تشمل عادة غثيانًا، قياءً وفقدان شهية. قد تتحسن هذه الأعراض بعد ساعات أو أسابيع من التعرض، قبل بروز أعراض إضافية أكثر جدية قد تنتهي بالشفاء أو الموت.
يعتبر الشخص مريضًأ بالإشعاع إذا ما تعرض أغلب جسده لمصدر إشعاعي مُؤيِّن خارجي تزيد جرعته عن 0.7 جراي في غضون ثوانٍ أو دقائق. قد تأتي الإشعاعات بشكل عرضي أو متعمَّد. فقد تنبع من مفاعلات نووية، مسرّعات دورانية، بعض الأجهزة المستخدَمة في علاج السرطان، الأسلحة النووية أو الإشعاعية.
تُصنّف هذه المتلازمة عمومًا إلي ثلاثة أنواع هي:
1. متلازمة نخاع العظم (من 0.7 إلي 10 جراي).
2. متلازمة الجهاز الهضمي (من 10 إلي 50 جراي).
3. متلازمة الأوعية العصبية (أكثر من 50 جراي).[1][2]

من أشهر مصادر الإشعاع المُؤيِّن المفاعلات النووية وأجهزة تحطيم الذرة وبعض الأجهزة التي تستخدم في علاج مرض السرطان.
يُعتمد في تشخيص المتلازمة علي معرفة تفاصيل تعرض المريض للإشعاع المُؤَيِّن وعلي الأعراض التي تلي ذلك. كما يُعتمد علي تكرار عمل تعداد دموي شامل لتحديد درجة خطورة الحالة المرضية. 
يَقتصِر علاج متلازمة الإشعاع الحادة علي علاج الأعراض فقط. ويتضمن ذلك أشكال من العلاج منها نقل الدم واستخدام المضادات الحيوية وعوامل تحفيز المستعمرات وزرع الخلايا الجذعية. كذلك يجب إزالة أي مواد مُشِعة عن الجلد والمعدة  وإعطاء المريض جرعات من يوديد البوتاسيوم إذا ما تم استنشاق يود مُشِع. 
تُعالج المضاعفات لدي الأفراد الذين ينجون من الموت جراء التعرض للإشعاع بالطرق المعتادة لعلاج تلك الأمراض مثل مرض سرطان الدم وأنواع أخري من السرطانات.
وبينما تُعتبر متلازمة الإشعاع الحادة أمرًا نادر الحدوث، إلا أن حدث إشعاعي واحد يمكن أن يُصيب أعدادًا كبيرة من البشر. 
وأشهر الحالات المرضية بمتلازمة الإشعاع الحادة نتجت عن أحداث مثل إلقاء قنبلتين علي هيروشيما ونجازاكي اليابانية وكارثة المفاعلات النووية في تشرنوبل بالإتحاد السوفيتي سابقًا. 
وتتفاوت حدة المتلازمة لتتراوح بين متلازمة الإشعاع المزمنة التي تحدث نتيجة التعرض لمدة طويلة للإشعاع إلي حالات أقل حدة نتيجة للتعرض لجرعات إشعاع أقل. 

## شروط حدوث متلازمة الإشعاع الحادّة
- - إذا كانت جرعة الإشعاع كبيرة (أعلى من 0.7 جراي (Gy) أَو 70 rads).

الأعراض المعتدلة قد تلاحظ بالجرع المنخفضة، أي أقل من 0.3 Gy أَو 30 rads.
- - إذا كانت الجرعة من خارج الجسم (أي أن مصدر الإشعاع من خارج جسم المريض).

المواد المشعّة التي تتراكم داخل الجسم تؤدي إلى متلازمة الإشعاع الحادّة، إذ لا مفر للجسم من تأثيراتها الضارة.
- - إذا كانت طاقة الإشعاع عالية أي قادرة على اختراق الجسم والوصول إلى الأعضاء الداخلية.

أشعة إكس ذات الطاقة العالية، أشعة غاما، والنيوترونات هي إشعاعات قادرة على الاختراق.

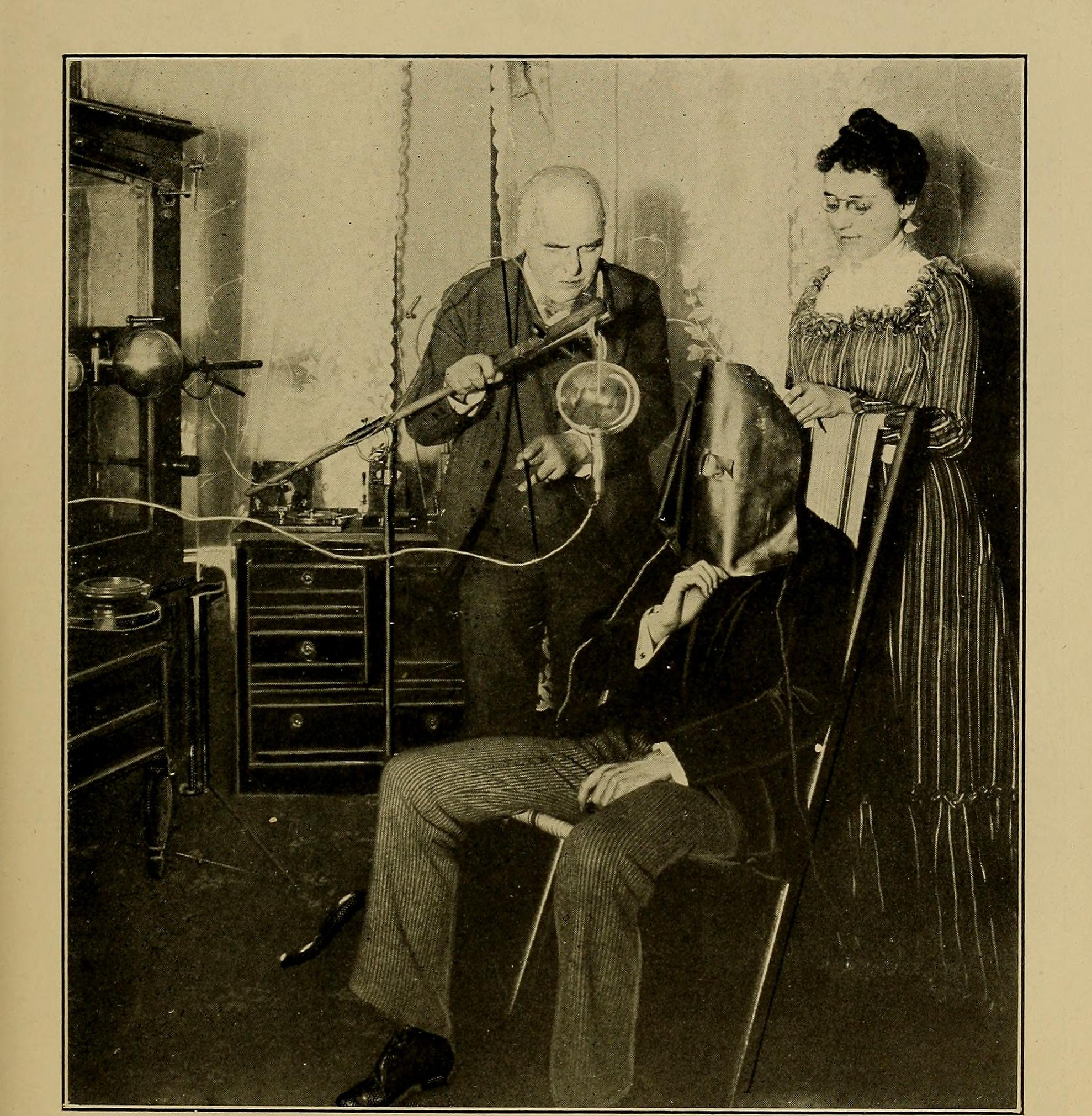
نموذج من آلات فحص المرضى بأشعة أكس في الماضي

- - إذا تعرض كامل الجسمِ للأشعة (أَو جزء كبير منهُ وليس الأطراف مثلا) .

في معظم الأحيان تكون إصابات الإشعاع مركزة على مناطق محدودة من الجسم، مثل الأيدي، في تلك الحالات نادرا ما تسبّب هذه الإصابات في متلازمة الإشعاع الحادّة.
- - إذا كان التعرض للإشعاع قد حدث خلال مدة قصيرة (عادة مسألة دقائقِ أو ساعات)، حيث لا يتوفر للجسم زمن كاف لتصحيح الضرر الناتج عن الإشعاع تلقائيا.

جُرَع الإشعاع المجزّئة تستعمل في أغلب الأحيان في العلاج الإشعاعي. هذه الجرع تطلق على الجسم بكميات صغيرة يوميا على أجزاء محدودة من الجسم وموزعة على فترة زمنية طويلة . الجرع المجزّئة لها قدرة محدودة للتسبب بمتلازمة الإشعاع الحادّة. تلك الجرعات تحاول قتل الخلايا السرطانية بدون اصابات مميتة للخلايا السليمة، فتموت الخلايا السرطانية أما خلايا الجسم التي أصابها شيئاً من الإشعاع فهي تصحح نفسها بنفسها بمساعدة بقية خلايا الجسم.

## أنواع المتلازمة
- - متلازمة نخاع العظم Bone marrow syndrome:

المتلازمة الكاملة تحدث عادة عند جرعة بين 0.7 و10 Gy، أعراض معتدلة قد تظهر عند جرعة منخفضة مثل 0.3 Gy أَو 30 rads.
نسبة بقاءَ المرضى بهذه المتلازمة تنخفض بزيادة الجرعة. إنّ السبب الأساسي للموت هو دمار نخاع العظم، مما يؤدّي إلى الالتهابات والنزف.
- - متلازمة معوية Gastrointestinal syndrome:

المتلازمة الكاملة تحدث عادة عند جرعة أعلى من 10 Gy بالرغم من أن بعض الأعراض قد تظهر عند جرعة منخفضة حتى 6 Gy أَو 600 rads.
البقاء على قيد الحياة غير محتمل للمصاب بهذه المتلازمةِ. تتسبّب في تغييرات مدمرة ومتعذرة الإصلاح. يحدث الموت عادة خلال إسبوعان.
- - متلازمة قلبية وعائية (سي في) / متلازمة النظام العصبي المركزي (سي إن إس) Cardiovascular (CV)/ Central Nervous System (CNS) syndrome:

المتلازمة الكاملة تحدث عادة عند جرعة أعلى من 50 Gy بالرغم من أن بعض الأعراضِ قَدْ تظهر عند جرعة منخفضة حتى 20 Gy أَو 2000 rads.
الموت يحدث خلال 3 أيام، بسبب انهيار جهاز الدوران بالإضافة إلى الضغط المتزايد في السائل العصبي بسبب التهابات السحايا.

## مراحل الإصابة الأربعة
- - مرحلة الأعراض الأولى (إن في دي):

الأعراض الكلاسيكية لهذه المرحلة: غثيان، تقيّئ، بالإضافة إلى فقدان الشّهية ومن المحتمل الإصابة بالإسهال (اعتمادا على الجرعة). الأعراض قد تدوم من عدة دقائق إلى عدّة أيام.
- - المرحلة المستترة:

في هذه المرحلة، يبدو المريض بصحّة جيدة بشكل عام وتستمر من بضعة ساعات وحتى بضعة أسابيع.
- - مرحلة المرض الظاهرة:

في هذه المرحلة، تعتمد الأعراض على نوع المتلازمة وتمتدّ من عدة ساعات إلى عدّة شهور.
- - الشفاء أَو الموت:

معظم المرضى لا يتعافون ويموتون خلال عدّة شهور منْ التعرّض. أما من ينجو فستأخذ عملية الشفاء منه مدة قد تمتد إلى السنتين.

## وصلات خارجية
- - MedTerms online medical dictionary
- - Department of Veterans Affairs USA
- الاعتلال المعوي الإشعاعي